# Nucras lalandii
Nucras lalandii är en ödleart som beskrevs av  Milne-edwards 1829. Nucras lalandii ingår i släktet Nucras och familjen lacertider. Inga underarter finns listade i Catalogue of Life.